# آشاکنت
آشاکنت (به لاتین: Ashakent) یک منطقهٔ مسکونی در روسیه است که در شهرستان کوراخسکی واقع شده‌است.